# Clădirea fostei judecătorii de district din Chișinău
Clădirea fostei judecătorii de district este un monument istoric și de arhitectură de însemnătate națională din orașul Chișinău. A fost construit în anii 1880, fiind una din primele clădiri administrative din oraș. Arhitectura este în stil eclectic, cu influențe ale clasicismului francez. În 1940 clădirea găzduia Tribunalul județului Lăpușna.

## Istoric
Așa cum reiese din denumirea curentă, clădirea a fost în trecut sediul unei judecătorii; în 1940 aici funcționa Tribunalul județului Lăpușna. În perioada postbelică clădirea a fost alungită de-a lungul străzii Fântânilor, fiind executate și alte schimbări ale arhitecturii.
Pe peretele clădirii sunt instalate două plăci comemorative:
- „În această clădire a fost judecat G.I. Kotovsky”
- „Arhitectul clădirii este A.I. Bernardazzi” (nu corespunde adevărului)

În prezent (ultima verificare: 2022), în clădire se află sediul instituției de stat „Calea Ferată din Moldova”.

## Descriere

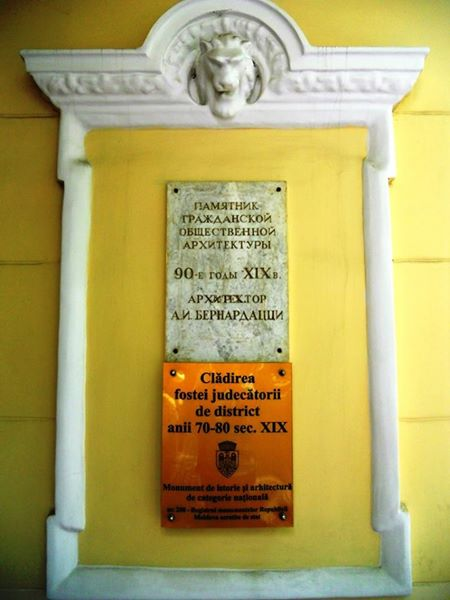
Panou sovietic care atribuie în mod greșit clădirea arhitectului Alexandru Bernardazzi și o datează, la fel incorect, în anii 1890

Clădirea este amplasată la colțul cartierului, la intersecția străzilor Vlaicu Pârcălab și Veronica Micle (în trecut Fântânilor). Este ridicată pe un plan rectangular, în trei etaje. Planul este soluționat laconic, încăperile sunt repartizate perimetral, partea centrală este rezervată holului din jurul scării de onoare, în trei rampe, deschisă vederii și inundată de lumina naturală prin lanternoul ridicat deasupra. Fațadele sunt simetrice, cu rezalite laterale, cu 13 axe pe fațada laterală (extinsă în perioada postbelică) și 8 axe pe fațada principală.
Intrarea în clădire se află în fațada principală, orientată spre strada Vlaicu Pârcălab, și are construcție complexă: în axa intrării se află un volum lărgit lateral de două porticuri a câte o coloană a ordinului doric, sub care se află câte o intrare separată. Intrarea dublă a fost necesară pentru a separa intrările publicului de intrarea convoiului acuzatului, între ele aflându-se încăperea pentru pază. Integritatea compozițională a intrării principale, ca element arhitectural, este asigurată de balconul-tribună, partea centrală a căruia este un portic cu două coloane ionice, cu fronton în segment de cerc. Axa centrală a fațadei este susținută de aticul, parte componentă a parapetului lanternoului. În partea opusă fațadei principale se afla sala ședințelor, cea mai mare din clădire, acoperită în exterior cu un acoperiș piramidal, cu învelitoare din plăci romboidale, cu alternarea nuanțelor (dispărută). Pe stradela Fântânilor exista o intrare separată.
Paramentul este soluționat divers; parterul este din bosaje diamant, la primul etaj cu imitarea unor bosaje alungite orizontale, cu alternarea a două nuanțe, iar la al doilea etaj cu imitarea unor panouri conturate cu o bordură, amplasate în plinurile dintre ferestre. Pereții se termină în partea superioară printr-o cornișă cu denticule, susținute de console. Ferestrele etajului doi, pentru a exprima o aerare a formelor, sunt flancate de pilaștrii ordinului ionic, colțurile etajelor sunt întărite prin bosaje.
Destinația clădirii a fost subliniată prin instalarea unei sculpturi alegorice a Justiției în rezalitele fațadei laterale, la nivelul primului etaj, în nișa dintre două ferestre, unite printr-o cornișă rectilinie. Locul sculpturii este accentuat printr-un segment de cerc.
În perioada postbelică arhitectura clădirii a fost modificată, aceasta fiind alungită de-a lungul străzii Fântânilor. În același timp, a dispărut acoperișul piramidal de la fațada posterioară, iar paramentul primului etaj a fost simplificat prin renunțarea la alternarea asizelor de nouă nuanțe.